# アニェッリ家
アニェッリ家（英: Agnelli family、伊: Famiglia Agnelli）は、多数の実業家を輩出するイタリアの名門財閥一族。一族が支配する持ち株会社エクソールを通じてフィアット・クライスラー・オートモービルズやフェラーリ、エコノミスト誌、ユヴェントスFCなどを所有している。

## 著名な人物

### ジョヴァンニ・アニェッリ（シニア）
父からヴィッラール・ペローザの町長の座を引き継いだが1899年にフィアットを創業し同社を国際的な企業へと育て上げた。ベニート・ムッソリーニの支持者としてファシスト独裁期の1923年には上院議員に任命されたが、イタリアの軍需産業の中心人物であったことから第二次世界大戦後に公職追放と共にフィアットの経営からも追放された。アニェッリ家は経営権を失ったが、1966年に再び経営権を奪取した。

### ジャンニ・アニェッリ
フィアット創業者ジョヴァンニ・アニェッリ（シニア）の息子エドゥアルド・アニェッリと貴族の娘ヴィルジニア・デル・モンテの間に生まれた長子。第二次世界大戦後の1945年にフィアットに副社長として入社、1963年に社長、1966年に会長に就任し再び経営権を取り戻した。在職期には経営難に陥っていたランチアやアルファロメオに加えフェラーリやマセラティを傘下に納めフィアットを大企業へと育て上げた。

### スザンナ・アニェッリ
エドゥアルド・アニェッリと貴族の娘ヴィルジニア・デル・モンテの間に生まれた7人兄弟の次女でジャンニ・アニェッリの1歳下の妹。1974年から1984年までイタリア共和国トスカーナ州グロッセート県にあるモンテ・アルジェンターリオの市長を務め、その後、イタリア議会議員や欧州議会議員、元老院議員などを歴任した。1995年1月からはランベルト・ディーニ内閣においてイタリア史上初となる女性の外務大臣に就任し翌1996年1月まで在任した。

### ウンベルト・アニェッリ
エドゥアルド・アニェッリと貴族の娘ヴィルジニア・デル・モンテの間に生まれた7人兄弟の末子。1956年の22歳時に一族が所有するイタリアのプロサッカーチーム、ユヴェントスFCの会長を1961年まで務め（1970年から死去まで名誉会長）、1965年から亡くなる2004年まで家業のフィアットで最高経営責任者、副会長、会長を歴任した。また、元老院議員（上院に相当）なども務めた。

### アンドレア・アニェッリ
ウンベルト・アニェッリと貴族の娘アレグラ・カラッチョロ王女の間に生まれた長男（逝去した異母兄が3人）。2004年に父が肺癌にて逝去すると1歳下の従兄弟でフィアットのナンバー2だったジョン・エルカーンによってアニェッリ家で4代目となるユヴェントスFCの取締役会長に指名され、会長に就任。2004年以来、現在までにクラブのトップを務めている。

### ジョン・エルカーン
アメリカでユダヤ人作家のアラン・エルカーンとジャンニ・アニェッリの娘マルガリータ・アニェッリの長男として誕生。トリノ工科大学在学中の21歳時にフィアットの役員に指名され、2004年に祖父ジャンニ・アニェッリ死後に経営を引き継いでいた大叔父ウンベルト・アニェッリが逝去するとその後任として副会長に就任した。会長に就任したルカ・ディ・モンテゼーモロと共に低迷していた業績を立て直し、2010年にはルカ・ディ・モンテゼーモロより会長の座を受け継ぎ同社のトップとなった。